# Fissicepheus claviopsis
Fissicepheus claviopsis är en kvalsterart som beskrevs av Sandór Mahunka 1971. Fissicepheus claviopsis ingår i släktet Fissicepheus och familjen Tetracondylidae. Inga underarter finns listade i Catalogue of Life.